# 九龍傳說
《九龍傳說》，2000年三立台灣台七點半檔古裝連續劇，劇情以尋找台灣當地九龍穴為故事主軸，2000年9月24日舉行記者會，2000年9月25日於三立台灣台首播。

## 播出時間
| 頻道       | 所在地 | 播放日期        | 播出時間               | 備註 |
| ---------- | ------ | --------------- | ---------------------- | ---- |
| 三立台灣台 | 臺灣   | 2000年9月25日起 | 周一至周五 19:30~20:00 |      |

## 單元列表
| 播出日期       | 單元     | 演員-角色 | 參考資料    |
| 2000年9月25日- |          | 蕭大陸 - 谷七郎 王中皇 - 蕭涼 陳麒凱(陳建隆) - 九斤 長青 - 吳天送 江青霞 - 吳夫人 成潤 - 吳明原 陳曉娟 - 春子 李金玲 - 鳳娟 林雅萍 - 秀蓮 林乃華(秋乃華) - 豆花嬸 都拉斯 - 阿火師 黃建群 - 嘉慶君 嚴長憲(嚴常銘) - 楊桂森 龔明輝 - 阿順 曾世明 - 阿塗 紀崇武 - 楊老闆 闞水源 - 算命仙                     |             |
|                |          | 蕭大陸 - 谷七郎 陳麒凱(陳建隆) - 九斤 侯怡君 - 蕭明月、月娘 王中皇 - 蕭涼 黃西田 - 林阿泉、阿泉母 劉香君 - 春花 蔡阿炮 - 陳大尾 黃秀美 - 大尾母 嚴長憲(嚴常銘) - 阿添 萬鴻貴 - 小神童 |             |
|                |          | 蕭大陸 - 谷七郎 陳麒凱(陳建隆) - 九斤 侯怡君 - 蕭明月 王淇 - 楊奉 龍天翔 - 劉雄 孟庭麗 - 瑪麗 都拉斯 - 吳將才 楊力 - 王成 李金玲 - 麗香 翁順興 - 麗香父 龔明輝 |             |
|                | 孩子仙   | 蕭大陸 - 谷七郎 陳麒凱(陳建隆) - 九斤 侯怡君 - 蕭明月 王中皇 - 蕭涼 鍾國洪 - 李金童 陳小菁 - 李玉女 方駿 - 李黃貴 黃暘驊 - 阿好 胡鴻達 - 黃大龍 傅向均 - 秋香 洪麟 - 黃添 游秉權 - 大目蓮 林光進 - 許阿財 李志祥 - 阿發 龔明輝 - 關聖帝君                                                                 |             |
| 2000年11月1日- | 桃花奇穴 | 蕭大陸 - 谷七郎 陳麒凱(陳建隆) - 九斤 侯怡君 - 蕭明月 王中皇 - 蕭涼 楊思敏 - 如意 | [ 4 ] [ 5 ] |
|                |          | 蕭大陸 - 谷七郎 陳麒凱(陳建隆) - 九斤 侯怡君 - 蕭明月 王中皇 - 蕭涼 林相宜 - 周玉鈴 林佑星 - 張沖 王滿嬌 - 鳳嬌 丁華寵 - 張峰 張龍 - 玉鈴父 龔明輝 - 阿義 嚴長憲(嚴常銘) - 楊桂森 尤瓏澍 - 劉璧嵩 萬鴻貴 - 周阿滿                                                                                         |             |
|                | 戲班怪譚 | 蕭大陸 - 谷七郎 陳麒凱(陳建隆) - 九斤 侯怡君 - 蕭明月 王中皇 - 蕭涼 陳誼 - 陳秋萍 張少朋 - 賴慶文 洪瑞霞 - 賴母 林志弘 - 劉天送 楊琪 - 家鳳 林玉紫 - 秀琴 姜美芬 - 阿春 尤瓏澍 - 戲班主 龔明輝 - 阿興 |             |
|                |          | 蕭大陸 - 谷七郎 陳麒凱(陳建隆) - 九斤 侯怡君 - 蕭明月 王中皇 - 蕭涼 黃建群 - 天明子 曾世明 - 王雙祿 何冠穎 - 王雙貴 吳秀卿(吳芊嬅) - 秀環 四方 - 彭根旺 廖瑋玟 - 小玉 蘇致亨 - 小龍 翁憶嵐 - 白豔霜 劉靜芳 - 阿罔 游秉權 - 大勇                                                                           | [ 6 ]       |
|                |          | 蕭大陸 - 谷七郎 陳麒凱(陳建隆) - 九斤 侯怡君 - 蕭明月 王中皇 - 蕭涼 曾莞婷 - 高玉蓮 內田忠克 - 陳俊生 何建賢 - 良光 唐川 - 劉福 都拉斯 - 吳將才 李強 - 雲海大師 曹月娥 - 阿卻 龔明輝 - 乞丐 |             |
|                |          | 陳麒凱(陳建隆) - 九斤 侯怡君 - 蕭明月 黃建群 - 天明子、蕭涼 王中皇 - 蕭涼 龍冠武 - 許儉 小戽斗 - 萬火流(火爐師) 陳子強 - 魏通海 林湘漪 - 味素 陳霆 - 陳阿茂 乾德門 - 洪七公 成潤 謝一良 - 游昆和 謝靜怡 - 秀琳 陳希愛 - 慈禧 龔明輝 - 李連英 林正力 - 小樂子                                              |             |
|                |          | 蕭大陸 - 谷七郎 陳麒凱(陳建隆) - 九斤 侯怡君 - 蕭明月 黃建群 - 蕭涼 林小樓 - 鳳仙 夏靖庭 - 張富貴 蘇致亨 - 空空 都拉斯 - 吳將才 游秉權 - 大目蓮 林珮君 - 空空母 江莉涵 - 春菜 李志祥 - 阿火 劉香君 - 豔紅 呂丞翔 - 三善道師 梁馨如 - 小鳳仙 兵承融 - 小蕭涼 傅亮鈞 - 小谷七郎 曹月娥 - 阿鳳 姜美芬 龔明輝 | [ 7 ]       |
|                |          | 蕭大陸 - 谷七郎 陳麒凱(陳建隆) - 九斤 侯怡君 - 蕭明月 黃建群 - 蕭涼 星卉 - 芙蓉 李繼民 - 吳正雄 林珮君 - 林玉蘭 林玉紫 - 春枝 張少朋 - 蔡明水 林志弘 -阿福 賴霈鈴 - 阿玉 李志祥 - 阿三 劉靜芳 - 毒女 |             |
|                |          | 蕭大陸 - 谷七郎 陳麒凱(陳建隆) - 九斤 侯怡君 - 蕭明月 黃建群 - 蕭涼 段星卉 - 芙蓉 李繼民 - 吳正雄 林珮君 - 林玉蘭 林玉紫 - 春枝 張少朋 - 蔡明水 林志弘 -阿福 賴霈鈴 - 阿玉 李志祥 - 阿三 劉靜芳 - 玩毒的人 廖家儀                                                                                         |             |
|                |          | 蕭大陸 - 谷七郎 陳麒凱(陳建隆) - 九斤 侯怡君 - 蕭明月 黃建群 - 蕭涼 曾亞君 - 陳春花 廖家儀 - 聖女 小麥嘉 - 山本 江冠宏 - 阿水 劉甄莉 - 阿珍 許定南 - 小阿扁 呂丞翔 - 三善道師 萬鴻貴 - 廟公 陳俊任 - 明雄 聶秉賢 - 春花丈夫 紀崇武 蔡湘宜 - 阿舍嬸                                                        |             |